# Plattenton

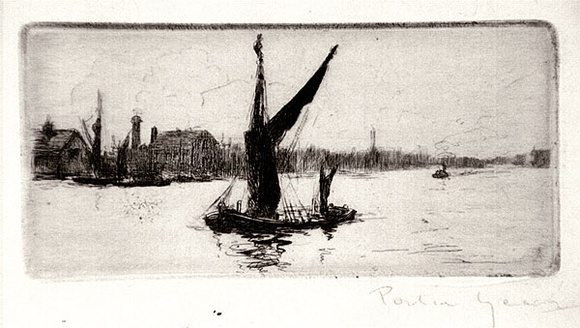
Portia Geach: Sailing barge on the Thames" 1898

Plattenton, auch Lappenton oder Handton, ist ein Begriff aus der grafischen Kunst und bezeichnet das Mitdrucken der Plattenoberfläche bei manuellen Tiefdruckverfahren. Der Plattenton ergibt sich beim Druck von einer nicht völlig blank polierten Platte. Zeichnungslose Stellen, die auf dem Papier rein weiß erscheinen sollten, erhalten dabei einen mehr oder weniger ausgeprägten Farbschleier in der Druckfarbe. 
Seit dem Ende des 19. Jahrhunderts wird er verschiedentlich bewusst als künstlerisches Mittel eingesetzt – etwa bei Edvard Munch und Emil Nolde. Dazu wird bei der so genannten Retroussage mit einem Lappen über die bereits eingefärbte Druckplatte gestrichen und Farbe aus den Vertiefungen auf der erhöhten, eigentlich farbfreien Metallfläche verwischt. Die Drucke erhalten damit einen wärmeren Grundton gegenüber dem rein weißen Druck mit blanken Platten.